# Grofič prašič
Grofič prašič je koroška pripovedka, ki sta jo zapisala Vinko Möderndorfer in Josip Šašel. Leta 1957 je knjigo prvič natisnila založba Mladinska knjiga v Ljubljani. Kasnejše izdaje pa so bile še leta 1972, 1977, 1990, 1991 in 1992.

## Interpretacija
- Književni prostor: grad, daljno mesto
- Književni čas: neznan
- Književne osebe:

glavne: grofič, grofica, grofičeva žena
stranske: hčeri grajskih najemnikov, trije vetrovi, grofova zadnja žena
- Pripovedovalec: vsevedni, tretjeosebni

## Analiza pripovedke po Brunu Bettelheimu
Starši, ki si preveč želijo otrok
Po Brunu Bettelheimu so starši, ki si preveč želijo otrok kaznovani s tem, da se jim rodijo čudni spački. Torej pomanjkanje nadzora nad čustvi pri enem od staršev ustvari otroka, ki je izrodek. Vendar pa te zgodbe povedo tudi, da je škodo, ki je bila povzročena otroku, mogoče popraviti s pozitivnimi čustvi. Te pravljice nas realistično opozarjajo, da nas prepuščanje jezi lahko zapelje v težave, a nas hkrati tudi tolažijo, da se posledice da odpraviti.
Živalski ženin
Bruno Bettelheim trdi, da nas zgodbe o živalskem ženinu (npr. Grofič prašič, Lepotica in zver) učijo, da je za ljubezen potrebna le popolna sprememba pogledov na spolnost. Vse zgodbe imajo skupno značilnost, in sicer, da se spolni partner najprej doživlja kot žival, kasneje pa se spremeni v človeka. Vedno tudi ljubezen in vdanost junakinje preobrazita žival v človeka, saj mora junakinja žival zares ljubiti, da urok izgubi svojo moč.

## Motivno-tematske povezave
V pripovedki je glavni motiv poroka z nečloveškim oziroma živalskim bitjem, ki pa se kmalu preobrazi v prelepega mladeniča. Junakinji pripovedke je postavljen pogoj, da bo lahko rešila svojega grofiča, ki ga tudi uspešno razreši.
Podobnost motivov v slovenskih in tujih pravljicah oziroma pripovedkah:
- Pravljica o žabi
- Sin jež
- Žabji kralj

## Izdaje
- Koroške narodne pripovedke, Družba sv.Mohorja, 1946
- Koroške pripovedke, Mladinska knjiga, 1957
- Koroške pripovedke, Mladinska knjiga, 1972
- Koroške pripovedke, Mladinska knjiga, 1977
- Koroške ljudske pravljice in pripovedke, Drava, 1990
- Koroške ljudske pravljice in pripovedke, Drava, 1991
- Koroške ljudske pravljice in pripovedke, Drava, 1992

## Priredbe pripovedke Grofič prašič
Ervin Fritz, pesnik, dramaturg, dramatik in prevajalec, je deloval kot dramaturg in urednik otroških radijskih iger na Radiu Slovenija. Tako je tudi leta 1991 koroško pripovedko Grofič prašič priredil v radijsko igro. Po Fritzevi priredbi pripovedke so imeli v Lutkovnem gledališču Ljubljana leta 1993 krstno uprizoritev lutkovne predstave Grofič prašič. 

## Spletni viri
- http://www.authorama.com/grimms-fairy-tales-12.html
- http://www.cobiss.si/
- http://bos.zrc-sazu.si/sskj.html